# Cuphea lindmaniana
Cuphea lindmaniana är en fackelblomsväxtart som beskrevs av Emil Bernhard Koehne och Bacigal.. Cuphea lindmaniana ingår i släktet blossblommor, och familjen fackelblomsväxter. Inga underarter finns listade i Catalogue of Life.